# Rafael Marín Trechera
Rafael Marín Trechera (Cadis, 1959) és un escriptor, traductor i guionista de còmics espanyol. Ha desenvolupat també una gran activitat com a crític de cinema, còmics i de literatura de ciència-ficció, participant en nombroses publicacions.

## Biografia
Rafael Marín va començar la carrera com a escriptor a finals dels anys 70, quan estava estudiant la carrera de filologia anglesa. Va llançar llavors el seu propi fanzine, "McClure" (1978), i col·laborá amb diverses revistes de ciència-ficció, com Kandama, Màser, Nova i Nueva Dimensión, en aquesta última es va publicar la seva primera novel·la curta, Nunca digas buenas noches a un extraño (1978), on preludia el moviment cyberpunk.
Obtinguda la llicenciatura, exercí com a professor de llengua anglesa i literatura al Col·legi Sant Felip Neri de Cadis. Treballa també com a traductor en més d'un centenar d'obres de diversa temàtica per editorials com Martínez Roca, Xúquer, Ultramar, Foli, Edicions B, Gigamesh, La Factoria de Ideas, Bibliópolis, Minotauro i altres. La més famosa de les quals és Lágrimas de luz (1984).
El 1995, i a partir de la seva memòria de llicenciatura, va publicar el seu primer assaig sobre la historieta, Los cómics Marvel.
Com a guionista de còmic, destaca sobretot el seu treball formant equip amb Carlos Pacheco, en la sèrie Iberia Inc (1996), dibuixada per Rafa Fonteriz i Jesús Jou. La sèrie desenvolupava les aventures d'un grup de superherois espanyols. El 1998, també amb Pacheco, va fer un altre còmic de temàtica similar, Triada Vèrtex, dibuixada per Jesús Merino. Posteriorment va guionitzar juntament amb Carlos Pacheco la mini-sèrie de quatre números Els Inhumans (amb dibuixos de José Ladronn) i Els 4 Fantàstics  (amb dibuixos de Carlos Pacheco), de l'editorial nord-americana Marvel Comics.
Va dirigir la revista d'estudis sobre la historieta Yellow Kid (2001-2003).
És també guionista d'una sèrie de dotze àlbums d'historieta, 12 del Dotze, sobre la vida al Cadis que va redactar la primera Constitució espanyola i que formaran en conjunt una novel·la gràfica de 240 pàgines. L'acompanyen dibuixants com Mateo Guerrero, Fritz, Antonio Romero, o Sergio Bleda.

## Guardons
La seva tasca com a novel·lista li ha valgut, entre d'altres, els Premis UPC, Ignotus, Pablo Rido, Castell-Puche i Albacete de Novel·la Negra. A la Eurocon celebrada a Finlàndia a 2003, va ser guardonat amb el premi al millor traductor europeu de ciència-ficció.

## Obres destacades
Narrativa
- 1984 - Lágrimas de luz (reeditada en 1987, 2002, 2008)
- 1987 - Unicornios sin cabeza (antología de relatos)
- 1992 - Serie La Leyenda del Navegante: Crisei, Arce y Génave
- 1993 - El muchacho inca
- 1996 - Ozymandias (antología de relatos)
- 1998 - Mundo de dioses (reeditada en 2009)
- 2001 - Contra el tiempo, en colaboración amb Juan Miguel Aguilera.
- 2001 - La piel que te hice en el aire
- 2002 - La sed de las panteras (antología de relatos)
- 2002 - El centauro de piedra (antología de relatos)
- 2004 - Detective sin licencia.
- 2005 - Elemental, querido Chaplin
- 2006 - La leyenda del Navegante (reedición en un solo volumen)
- 2006 - Juglar
- 2008 - El anillo en el agua
- 2010 - Piel de fantasma
- 2011 - El niño de Samarcanda
- 2011 - La ciudad enmascarada
- 2011 - Las campanas de Almanzor
- 2012 - Oceanum, en colaboración amb Juan Miguel Aguilera.
- 2012 - Los espejos turbios

Estudis sobre historieta
- 1996 - Los Cómics Marvel (Edición Global: Nexus). Reeditado por La Factoría de Ideas en 2000
- 1996 - Alan Moore. El Señor del Tiempo (colaboración) (Edición Global: Nexus)
- 2004 - Hal Foster: Una épica post-romántica (Ediciones Sinsentido)
- 2007 - Spider-Man: El superhéroe en nuestro reflejo (Ediciones Sinsentido)
- 2008 - Los cómics del exilio (Fundación Antonio Pérez)
- 2009 - W de Watchmen (Dolmen Editorial)